# Mangemort
Un mangemort (Death Eater en anglais) est un personnages de l'univers de Harry Potter créé par J. K. Rowling.
Formés au cours des années suivant la chute du mage noir Grindelwald, vaincu par Albus Dumbledore en 1945, les mangemorts constituent un groupe de sorciers et de sorcières partisans de Lord Voldemort. Ils sont convaincus, comme leur maître, de la supériorité des individus dits de « sang-pur » sur les sorciers et sorcières nés Moldus (nés de parents sans pouvoir magique comme Hermione Granger) et ont pour objectif d'instituer, par le biais du ministère de la Magie, un nouvel ordre basé sur la peur et la terreur. Ils sont ainsi amenés au fil des années à tuer d'importants responsables du ministère ou des membres de l'Ordre du Phénix, une organisation fondée à la fin des années 1970 par Dumbledore dans le but de contrer leurs agissements. À partir de 1995, les mangemorts ont également pour mission de contribuer à la capture de Harry Potter, qui devient un obstacle direct pour Voldemort.
Les mangemorts se reconnaissent et communiquent entre eux grâce à la marque des Ténèbres, en forme de tête de mort avec un serpent sortant de sa bouche, qu'ils portent tous sur l'avant-bras gauche. Il s'agit d'un signe distinctif créé par Voldemort afin de pouvoir convoquer ses fidèles instantanément, ou de permettre à ceux-ci de l’appeler. La tenue classique d'un mangemort comprend une robe noire à capuche et un masque.
Ils apparaissent en groupe pour la première fois dans le roman Harry Potter et la Coupe de feu, bien que quelques membres isolés aient été présentés ou soient intervenus dans des livres précédents, tels que Lucius Malefoy, Peter Pettigrow et Severus Rogue.

## Nom
Le terme « mangemort » est une traduction littérale de l'anglais death eater. Selon l'auteure J. K. Rowling, le nom qu'elle avait choisi à l'origine était The Knights of Walpurgis (« Les chevaliers de Walpurgis ») – un jeu de mots avec Walpurgis Night (« la nuit de Walpurgis »).

## Histoire

### Avant les événements des livresHarry Potter(1946-1991)
Les premiers mangemorts ont été formés entre 1946 (l'année suivant la chute de Grindelwald) et 1956. Lorsque Lord Voldemort requiert un poste de professeur à Poudlard auprès de Dumbledore vers 1955, ce dernier en cite certains : « Nott, Rosier, Dolohov, Mulciber », dont les noms sont identiques à ceux des mangemorts contemporains de Harry Potter, dans les années 1990,,. Peu d'informations sont données sur la période précédant la naissance de Harry Potter, en dehors du fait qu'il s'est déroulé une guerre violente entre l'Ordre du Phénix et les mangemorts, et que les premiers perdirent beaucoup de leurs combattants.
Les mangemorts se manifestèrent principalement onze ans avant le premier roman Harry Potter, pendant la période précédant directement la naissance de Harry en 1980, en torturant et assassinant des Moldus (personnes dépourvues de pouvoirs magiques) ainsi que toute personne s'opposant à eux. Ils s'en prirent également aux sorciers considérés comme « traîtres à leur sang », qui considéraient les Moldus ou les nés-Moldus comme leurs égaux et qui défendaient leurs droits. En 1980, soit dix ans après que les mangemorts eurent commis leurs premières actions, une voyante, Sibylle Trelawney, fit une prophétie à propos d'un garçon qui aurait le pouvoir de vaincre Voldemort. Deux garçons différents pouvaient répondre aux caractéristiques énoncées par la prophétie : Harry Potter ou Neville Londubat. Au lieu de penser à Neville, qui est issu d'une famille de sang-pur, Voldemort se sent naturellement menacé par Harry, un sang-mêlé comme lui, et le marque ainsi comme son égal, comme l'énonçait la prophétie. Agissant sur les informations de Peter Pettigrow, le traître et ancien ami de Lily et James Potter, Voldemort essaya de contrer la prophétie et de tuer son rival âgé seulement d'un an. En raison du sacrifice de Lily Potter pour sauver son fils, le sortilège de mort de Voldemort (Avada Kedavra) ricocha sur Harry (qui en restera marqué par une cicatrice en forme d'éclair) et causa la désintégration de Voldemort, qui ne survécut que grâce à la formation antérieure de ses horcruxes.
Voldemort disparu, les mangemorts furent grandement dispersés et l'organisation momentanément dissoute. Le ministère en arrêta beaucoup et les emprisonna à la prison d'Azkaban, mais certains échappèrent à la justice, plaidant l'ensorcellement à l'Imperium (il est induit que Lucius Malfoy s'en est sorti de cette façon) ou en dénonçant d'autres mangemorts, comme Igor Karkaroff : Harry assista au cours de sa quatrième année au procès de Karkaroff dans la pensine d'Albus Dumbledore. Il apparaît que très peu de mangemorts soutinrent leur maître après sa chute (à l'exception de sa plus fidèle suivante, Bellatrix Lestrange). Cela est clairement signifié dans le sixième livre par Severus Rogue, qui affirme que si Voldemort avait refusé de réintégrer tous les mangemorts qui lui avaient tourné le dos, il ne lui serait resté que très peu de fidèles. Les Lestrange sont les seuls mangemorts connus ayant volontairement sacrifié leur liberté pour Voldemort.

### Réapparition (1995-1998)
Au début de l'action du roman Harry Potter et la Coupe de feu (été 1994), un groupe de mangemorts se rassemble à l'issue de la finale de la 422e édition de la Coupe du monde de Quidditch qui se tient en Angleterre. Ils forment un spectacle macabre en semant le chaos et la peur parmi les nombreux sorciers présents ce soir-là, et en déstabilisant les services d'ordre du ministère de la Magie. L'événement se conclut par l'apparition de la marque des Ténèbres dans le ciel nocturne causée par le sortilège (Morsmordre) lancé par Barty Croupton Junior. Traditionnellement, les mangemorts font apparaître la marque des Ténèbres dans le ciel sur le lieu d'un crime : un immense crâne entouré d'étoiles vertes, un serpent sortant de sa bouche.
Voldemort récupère ses pouvoirs à la fin du roman et appelle à lui ses disciples en touchant la marque des Ténèbres sur le bras de Peter Pettigrow. Hormis Severus Rogue (resté à Poudlard pour « protéger sa couverture ») et quelques individus morts, emprisonnés, ou craignant de revenir, la plupart des mangemorts répondent à l'appel. Voldemort affirme le soir de sa renaissance, alors qu'il passe en revue le cercle des mangemorts où chacun a sa place : « Ici, il manque six mangemorts… Trois sont morts à mon service. Un autre a été trop lâche pour revenir… Il le paiera. Un autre m'a quitté définitivement… Il sera tué, bien entendu… Quant au dernier, il reste mon plus fidèle serviteur et travaille déjà pour moi ».
Durant l'été 1995, le ministre de la Magie d'alors, Cornelius Fudge, se leurre à croire que Voldemort ne peut être revenu et qu'il s'agit d'un mensonge fomenté par Dumbledore, que Fudge soupçonne d'avoir des vues sur son poste. Les mangemorts utilisent cet avantage tactique au cours du roman Harry Potter et l'Ordre du Phénix (juillet 1995 à juin 1996) pour maintenir le mystère autour de leurs actes. À la montée de leur pouvoir, des disparitions, des accidents inexplicables, des violences sont commis sans que l'on puisse très bien les leurs attribuer. La plupart des mangemorts sont infiltrés dans la population magique ordinaire et fréquentent parfois le ministère de la Magie sous un visage respectable, ce qui leur permet d'asseoir leur pouvoir et de recruter de nouveaux partisans.
En raison du refus du ministère de retirer aux Détraqueurs la garde de la prison d'Azkaban — alors que Dumbledore avait immédiatement conseillé de le faire sitôt le retour de Voldemort rapporté par Harry Potter —, les mangemorts rallient les Détraqueurs à leur cause et font de même avec les géants (et ce malgré les efforts employés par Dumbledore, Rubeus Hagrid et Olympe Maxime). La révolte des Détraqueurs contre le ministère de la Magie permet également aux mangemorts de gonfler les rangs grâce à l'évasion massive qui s'ensuit, en janvier 1996, incluant des mangemorts d'une grande dangerosité tels que Antonin Dolohov et Bellatrix Lestrange. Cette dernière sera notamment un prétexte pour le ministère d'accuser à tort Sirius Black, son cousin et évadé de la prison deux ans et demi plus tôt, de l'y avoir aidée.
À la fin de l'action de ce même roman, en juin 1996, Voldemort envoie un groupe de douze mangemorts, mené par Lucius Malfoy, au département des mystères du ministère de la Magie à Londres, où il espère qu'ils puissent s'emparer de la prophétie complète énoncée par Sibylle Trelawney, lui permettant peut-être de comprendre davantage le lien qui l'unit à Harry Potter. En effet, sa première attaque contre Harry en 1981, et couronnée par son échec, s'était basée sur un récit partiel de cette prophétie (d'après ce que Severus Rogue en avait entendu). L'incursion au ministère échoue cependant. Harry et ses amis (Ron Weasley, Hermione Granger, Luna Lovegood, Ginny Weasley, Neville Londubat) les retardent en s'emparant de cette prophétie qu'ils finissent par détruire accidentellement au cours de la bataille, à laquelle se joignent Dumbledore et des membres de l'Ordre du Phénix prévenus par Severus Rogue,. Tous les mangemorts sont alors vaincus, sauf Bellatrix Lestrange qui tue son cousin Sirius Black et échappe à Dumbledore. Celui-ci affronte Voldemort au cours d'un duel féroce dans l'atrium du ministère. Ces événements mettent fin à la clandestinité des mangemorts et de Voldemort. Lucius Malfoy et d'autres mangemorts sont jugés et emprisonnés, mais Voldemort prend la fuite.
L'année suivante, les mangemorts et Voldemort assassinent et enlèvent d'importants sorciers (tels que Emmeline Vance, membre de l'Ordre du Phénix, et Amelia Bones, sorcière à la tête du département de la Justice magique), tuant ou attaquant des Moldus dans le but de semer la terreur. Après la capture de Lucius, son fils Drago Malefoy devient un mangemort et se voit confier la mission de tuer Albus Dumbledore, ce que sa mère, Narcissa Malfoy voit comme une punition de la part de Voldemort. Elle prend ses précautions et fait promettre à Severus Rogue, grâce au serment inviolable, d'aider son fils dans sa tâche et de l'accomplir à sa place si nécessaire.
Vers la fin de l'action de Harry Potter et le Prince de sang-mêlé, en juin 1997, les mangemorts attaquent pour la première fois Poudlard, conduisant indirectement à la mort du directeur, Albus Dumbledore, tué par Rogue. Quelques défenseurs de l'école sont également blessés, dont Bill Weasley. À la fin de l'action de Harry Potter et les Reliques de la Mort, une seconde attaque a lieu dans la nuit du 1er au 2 mai 1998, lorsque Harry Potter revient à Poudlard dans le but de détruire le diadème de Serdaigle, un horcruxe de Voldemort. Cette attaque finale, à laquelle se joint l'Ordre du Phénix, de nombreux élèves de Poudlard et des créatures alliées, conduit à plus d'une cinquantaine de morts, dont de nombreux défenseurs de l'école (notamment Fred Weasley, Nymphadora Tonks, Remus Lupin et Colin Creevey) et de nombreux mangemorts dont Bellatrix Lestrange,,. Voldemort lui-même est tué par son propre sort (Avada Kedavra) lorsqu'il rebondit une nouvelle fois sur Harry Potter. Tous ses horcruxes désormais détruits, Voldemort est définitivement vaincu.

## Idéologie
Les mangemorts pratiquent des sorts dangereux et illégaux (notamment les trois sortilèges impardonnables),. Leur idéologie relève de la suprématie raciale (à l'image de la devise de la famille Black, soutenant les mangemorts : « Toujours pur »). Ils considèrent la sorcellerie comme « noblesse de la nature » : les autres créatures et les personnes sans pouvoir magique sont considérées à leurs yeux comme inférieures et devant être dominées. Au sein du monde des sorciers, seuls ceux étant nés de parents sorciers seraient dignes de leurs pouvoirs magiques, malgré le fait que la parenté ne détermine pas, dans les faits, qui possède de tels pouvoirs (comme l'illustrent les sorciers nés-Moldus et les Cracmols). Ils catégorisent les sorciers selon la pureté de leur sang (leur statut) : les « sang-purs », nés d'une famille entièrement composée de sorciers, puis les « sang-mêlés » (un parent Moldu et l'autre sorcier) et enfin les « sang-de-bourbes », un nom dégradant pour désigner les sorciers nés-Moldus, de parents sans aucun pouvoir magique. Cependant, les mangemorts recherchent le pouvoir total et le contrôle sur la communauté des sorciers, souhaitant réduire la direction exclusive de celle-ci à un petit groupe de sang-purs et à instaurer une domination des sorciers sur la communauté moldue.
En réalité, la notion de pureté de sang est une appellation inappropriée, dans la mesure où il est peu probable que tous les mangemorts soient des sang-purs, en raison de la pauvreté du capital génétique. Voldemort, par exemple, est lui-même un sang-mêlé. Dans Harry Potter et le Prince de sang-mêlé, Rowling décrit les Gaunt, famille dont est issue Merope Gaunt, la mère de Voldemort, comme une famille se réclamant de « sang-pur », obsédés par leur ascendance (parmi laquelle on trouve notamment Salazar Serpentard), ce qui les a conduits à de la consanguinité pour conserver ce statut. Rowling a affirmé sur son site internet[réf. souhaitée] qu'il n'y a plus de famille au sang pur et que ceux qui se réclament de ce sang ont simplement retiré les Moldus, les Cracmols et les sang-mêlés de leurs documents familiaux.
Il peut arriver que les mangemorts s'en prennent aux sang-purs qui s'opposent à eux. On peut citer comme principaux exemples, ceux qui sont (ou étaient) membres de l'Ordre du Phénix : Sirius Black, toute la famille Weasley et les frères Prewett. De telles personnes sont souvent qualifiées de « traîtres à leur sang » par ceux qui soutiennent ou font partie des mangemorts. Cependant, d'après Rowling, dans de « rares cas », un sorcier né-Moldu peut devenir un mangemort, au même titre qu'une créature jugée inférieure, comme le loup-garou Fenrir Greyback ou le clan des géants d'Europe continentale, du moment qu'ils soutiennent les intentions des mangemorts et aident à leur réalisation.

## Principaux membres
(octobre 2018).

### Alecto et Amycus Carrow
Alecto et Amycus Carrow sont frère et sœur qui apparaissent pour la première fois dans Harry Potter et le Prince de Sang-Mêlé, lorsqu'ils participent à la première attaque de Poudlard qui conduit à l'assassinat de Dumbledore auquel ils assistent directement. Lors du passage relatant ce qui précède ce meurtre, Rowling décrit Amycus comme un « homme massif, le regard oblique, les traits étrangement de travers » et ayant « une voix sifflante » et Alecto comme « une petite femme trapue, au sourire avide ». On apprend également qu'après la première chute de Voldemort, ils faisaient partie de ceux qui le pensaient parti pour toujours, d'après Rogue.
Lorsque Voldemort prend le contrôle de Poudlard pendant l'année scolaire 1997-1998, ces deux mangemorts sont alors chargés de la discipline et Amycus est nommé directeur adjoint auprès de Severus Rogue, mais aussi professeur de défense contre les forces du Mal, rebaptisée « Art de la Magie Noire ». Alecto devient quant à elle professeur d'étude des Moldus, en remplacement de Charity Burbage, assassinée par Voldemort. Tous deux font alors la démonstration de leur cruauté : Amycus enseigne aux élèves comment lancer le sortilège Doloris sur d'autres élèves en retenue et l'étude des Moldus, telle que l'enseigne Alecto, se résume surtout à les considérer comme des animaux.
À l'occasion de la bataille de Poudlard, tous deux sont neutralisés : dans l'adaptation cinématographique, ils sont simplement abattus lors du duel entre Minerva McGonagall et Severus Rogue dans la Grande Salle, tandis que dans le livre, ils connaissent un sort différent. Le soir du 1er mai 1998, Alecto se voit confier la mission de garder la salle commune de Serdaigle, dans l'attente de pouvoir y capturer Harry Potter, sur les ordres de Voldemort. Elle est stupéfixée par Luna Lovegood juste après avoir appelé Voldemort à l'aide de sa marque des Ténèbres. Son frère connaît un sort similaire : alors qu'il tente de rejoindre sa sœur, il crache au visage de Minerva McGonagall, arrivée au même moment que lui. Harry Potter lui lance alors le sortilège Doloris assez puissamment pour qu'il perde connaissance. Ils sont ensuite ligotés par McGonagall et suspendus dans les airs.
Dans les adaptations cinématographiques des romans, le rôle d'Alecto est interprété par Suzanne Toase et celui d'Amycus par Ralph Ineson.

### Bartemius Croupton Jr.
Bartemius Croupton Junior, dit « Barty », (en anglais, Bartemius "Barty" Crouch Junior) est le fils de Barty Croupton Sénior. Il est né en 1962. Il a les cheveux couleur paille, blond, une voix grave, le teint pâle, la peau d'un blanc laiteux constellée de taches de rousseur et des rides autour des yeux. Il a fait de brillantes études et obtint douze BUSE à ses examens.
Au service de Voldemort, il est l’un des quatre Mangemorts qui ont fait subir le sortilège Doloris à Frank et Alice Londubat, menant à leur lourd handicap irréversible. Arrêté en compagnie d'un groupe de Mangemorts après la chute de Voldemort (dénoncé par Igor Karkaroff dans le film), il a été jugé, condamné par son propre père et emprisonné à Azkaban. Il n’était alors âgé que de 19 ans. Officiellement, il serait mort un an après son incarcération et aurait été enterré par les Détraqueurs devant la forteresse. En réalité, pour répondre à un dernier souhait de sa mère, malade et mourante, il avait utilisé une potion de Polynectar pour que celle-ci prenne sa place à Azkaban (elle y mourra et se fera enterrer sous son apparence). Il s'est ensuite évadé avec son père, qui l'avait gardé caché et soumis au sortilège d'Imperium par le biais de son elfe, Winky, afin qu'il demeure sous contrôle.
Mais il est aperçu lors d'une visite de Bertha Jorkins, qui travaillait au ministère et lorsque Voldemort enlève celle-ci en Albanie, elle lui révèle qu'il est en vie et qu'il lui est resté loyal. Dans Harry Potter et la Coupe de feu, pour le laisser aller voir le match de la Finale de la Coupe du Monde de Quidditch ayant lieu le 22 août 1994, son père le laisse en compagnie de Winky qui prétend garder une place pour M. Croupton senior. En fait Croupton junior est là sous une cape d'invisibilité, à cette place apparemment vide. Mais Barty Junior parvient alors à résister à l'Imperium lancé par son père. Volant la baguette de Harry dans les tribunes, il fait apparaître la marque des Ténèbres en dehors du stade, déclenchant une émeute parmi les sorciers.
Accompagné de Queudver, Voldemort se rend chez les Croupton, soumettant à son tour Barty Croupton Sr. au sortilège d'Imperium, qui finira par s'enfuir le 24 mai 1995 résistant lui aussi à l'Impérium, où il sera tué par Croupton junior. Voldemort élabore alors un plan pour contourner la puissante protection qu'avait mis Dumbledore autour de Harry Potter et demande au fils de prendre la place de Maugrey Fol Œil à l'école de sorcellerie dans le but de capturer Harry. Croupton Jr. fait prisonnier Maugrey et le séquestre dans sa propre malle. Afin de conserver aux yeux de tous l'aspect de Maugrey Fol Œil, il fabrique une potion de Polynectar, en buvant régulièrement à sa flasque. Il prend alors son poste à Poudlard de professeur de défense contre les forces du mal et met le nom de Harry dans la Coupe pour qu'il participe au Tournoi des Trois Sorciers. Il fait alors tout ce qu'il peut pour aider Harry à atteindre la dernière étape et attraper en premier le trophée transformé en Portoloin afin qu'il soit emmené face à Voldemort. Lorsque Harry parvient à s'enfuir et à revenir au château, Croupton, toujours sous les traits de Maugrey emmène Harry dans son bureau et essaye de le tuer, mais Dumbledore vient au secours de Harry, désarmant Croupton et révélant sa véritable identité. Sous l'effet du Veritaserum que lui administre Rogue, il avoue la véritable histoire. Puis, quand Cornelius Fudge arrive, apprenant la présence de Croupton, il se fait accompagner d'un Détraqueur, qui lui donne son Baiser, le privant de son âme.
Dans les adaptations cinématographiques des romans, son rôle est interprété par David Tennant.

### Antonin Dolohov
Antonin Dolohov est décrit comme ayant un visage long, pâle et déformé avec un nom qui suggère qu'il est d'une nation slave. Il est confirmé dans Harry Potter et le Prince de Sang-Mêlé qu'il est l'un des premiers Mangemorts de Voldemort, par sa présence à la Tête de Sanglier, vers 1956, lorsque Voldemort vient à Poudlard pour demander un poste de professeur à Dumbledore et cacher le diadème de Serdaigle, un Horcruxe. Cela implique qu'il est âgé d'au moins 60 ans au moment de la bataille du département des Mystères.
Il est l'un des cinq assassins de Fabian et Gideon Prewett, frères de Molly Weasley. Il a également torturé de nombreux Moldus et opposants à Voldemort durant la première guerre. Dolohov a été arrêté peu après Karkaroff, qui l'a dénoncé lors de son propre procès. Il a été enfermé à Azkaban mais s'en est échappé lors de l'évasion massive de janvier 1996. Il participe à la bataille du département des mystères où il fait équipe avec Jugson pour trouver Harry, fait perdre connaissance à Hermione mais se fait pétrifier par Harry et, plus tard, se fera battre par Maugrey en duel. Finalement, il retourne à Azkaban. Grâce au pouvoir grandissant de Voldemort dans Harry Potter et les Reliques de la Mort, il peut s'échapper de nouveau en juillet 1997. Accompagné de Thorfinn Rowle, ils retrouvent le trio dans un café londonien mais il se fait pétrifier par Hermione, et leurs mémoires seront effacées. Ils seront sévèrement punis par Voldemort pour avoir laissé s'échapper Harry. Il se bat pendant la bataille de Poudlard durant laquelle il tue Remus Lupin. Il se bat contre Dean Thomas et se fait pétrifier par Parvati Patil. Ensuite, il est chargé avec Yaxley de vérifier si Harry Potter vient se rendre. Puis, il est vaincu par le professeur Flitwick lors de l'attaque de la Grande salle.
Dans les adaptations cinématographiques des romans, son rôle est interprété par Richard Cubison dans Harry Potter et l'Ordre du Phénix et par Arben Bajraktaraj dans Harry Potter et les Reliques de la Mort.

### Fenrir Greyback
Fenrir Greyback est un loup-garou, allié des mangemorts. Il travaille pour Voldemort car celui-ci lui a promis justice pour tous les loup-garous du pays. Il est connu pour être le loup-garou le plus dangereux et sauvage en Grande-Bretagne. Il est ainsi craint par le monde des sorciers. Il est également célèbre pour mordre principalement des enfants. Il aime mordre et il se place à côté de ses futures victimes juste avant la pleine lune. Greyback a soif de sang même sous sa forme humaine, ce qui est rare même pour les loup-garous. Il a notamment mordu Remus Lupin (et Bill Weasley, hors pleine lune pour le second). Il ne fait pas partie des Mangemorts bien qu'il soit autorisé à porter leur robe. Il ne possède pas de marque des Ténèbres et c'est pour cette raison qu'il ne peut pas appeler son maître alors qu'il a capturé Harry, Ron et Hermione, à la tête d'une bande de Rafleurs, au cours de l'action de Harry Potter et les Reliques de la Mort.
Greyback était auparavant apparu pour la première fois dans les romans au cours de l'action de Harry Potter et le Prince de Sang-Mêlé, la nuit de la mort de Dumbledore, au cours de laquelle il attaque Harry Potter et blesse grièvement Bill Weasley, sans lui transmettre sa lycanthropie puisqu'il était sous sa forme humaine. Bill développera un goût prononcé pour la viande très saignante.
Au cours de l'action de Harry Potter et les Reliques de la Mort, après la capture de Harry, Ron et Hermione, il se rend, lui et ses Rafleurs, au manoir des Malefoy où Bellatrix Lestrange lui promet Hermione Granger. Mais les prisonniers s'échappent et Greyback est frappé par un triple sortilège de Stupéfixion. Durant la bataille de Poudlard, il est le chef des loups-garous alliés à Voldemort. Il blesse gravement Lavande Brown mais se fait repousser par un sort de Hermione Granger avant de la blesser plus sérieusement. Puis il se fait assommer par une boule de cristal lancée par le professeur Trelawney. Il se fait abattre par Ron et Neville lors de la dernière bataille.
Dans les adaptations cinématographiques des romans, son rôle est interprété par Dave Legeno.

### Igor Karkaroff
Igor Karkaroff, (en cyrillique : Игорь Каркаров) est un ancien directeur de Durmstrang, ancien mangemort. Il est décrit comme un homme soigné et grincheux ayant une voix huileuse et des manières, arborant un petit bouc gris. Bien que généralement plaisant et d'une voix suave, il est capable d'entrer dans une violente rage. De plus, il possède des « dents jaunâtres » et « en dépit de son sourire, ses yeux restaient froids et son regard perçant ».
Harry Potter découvre grâce à Sirius puis à la pensine de Dumbledore que Karkaroff faisait partie des Mangemorts lorsque Voldemort était à son apogée. Déclaré innocent lors des procès qui suivirent la chute de son maître après son arrestation par Alastor Maugrey et un passage par Azkaban, il réussit à devenir directeur de l'école de Durmstrang et enseigne la magie noire à ses élèves. Dans Harry Potter et la Coupe de feu, lors de la participation de Durmstrang au Tournoi des Trois Sorciers qui se déroule à Poudlard, il en est l'un des juges. Seule l'ambition de vaincre les écoles concurrentes, Poudlard et Beauxbâtons, a une importance à ses yeux. C'est pourquoi il ne s'occupe que de Viktor Krum, le champion de quidditch choisi pour représenter Durmstrang, néglige les autres élèves et tente de tricher par tous les moyens au tournoi des trois sorciers. Il est particulièrement en colère et menace de se retirer, lui et son école, lorsque Harry est choisi comme quatrième champion et second représentant de Poudlard pour le tournoi. Terrorisé par les mangemorts et l'idée que Voldemort puisse revenir et se venger de sa lâcheté, en particulier à cause du fait qu'il ait donné des noms lors de son procès pour se faire libérer, il décide de fuir Poudlard à la fin de l'année lorsque sa marque des ténèbres le brûle. On apprendra son décès lors de Harry Potter et le Prince de sang-mêlé, assassiné par les mangemorts. Son corps a été retrouvé dans une maison au-dessus de laquelle flottait la marque des Ténèbres.
Dans les adaptations cinématographiques des romans, son rôle est interprété par Predrag Bjelac.

### Bellatrix Lestrange
Bellatrix est décrite comme étant une grande femme brune aux paupières lourdes, aux lèvres minces et à la mâchoire forte. Son visage émacié est semblable à une tête de mort et sa voix est dure et sèche. C'est une femme arrogante et provocante, caractérisée par son sadisme, qui croit à la pureté du sang. Après son évasion d'Azkaban, Bellatrix semble adopter une apparence négligée (visage émacié et cheveux décoiffés).

### Drago Malefoy
Drago Malefoy est le premier élève que rencontre Harry Potter (chez Madame Guipure, au chemin de Traverse), avant même sa première rentrée. 

### Lucius Malefoy
Lucius Malefoy (Malfoy en anglais) est un sorcier probablement né en 1954. Il a étudié à Poudlard dans la maison des Serpentard où il était préfet. Il est l'époux de Narcissa et le père de Drago. Il travaille au Ministère de la Magie et est un Mangemort de la première heure. Il est apparu pour la première fois dans Harry Potter et la Chambre des secrets.
Lucius Malefoy est interprété par Jason Isaacs.
Caractéristiques
Il a de longs cheveux blonds, le teint pâle, le nez pointu et des yeux gris et froids.
Comme tout Mangemort, il est très méprisant envers les Moldus ou les enfants sorciers nés de parents Moldus, estimant que seuls les sorciers purs mériteraient d'étudier la magie. Riche et puissant, il méprise les Weasley pour leur pauvreté et leur intérêt pour le monde moldu. Il est également farouchement opposé à l'admission à Poudlard de sorciers et de sorcières qui ne soient pas des « sang-pur ». Il est membre du conseil d'administration de Poudlard jusqu'à la fin de Harry Potter et la Chambre des secrets et a toujours dit que la nomination de Dumbledore comme directeur est la pire chose qui soit jamais arrivée à cette école.
Il est très influent et a beaucoup de relations. Lucius Malefoy a utilisé sa position dans la communauté magique et a fait des dons pour beaucoup d'œuvres différentes, afin d'acquérir de l'influence au sein de l'actuel Ministère de la Magie. Fudge apprécie beaucoup Lucius, impressionné par la « pureté » de son sang et surtout par les fortes sommes d'argent qu'il a offertes à toutes sortes d'organismes.
Il possède dans son manoir une grande quantité d'objets de magie noire, de poisons et autres produits dangereux et prohibés par le Ministère de la Magie. Il dissimule le tout dans une chambre secrète située sous le parquet du grand salon. Il fit l'objet d'une perquisition lorsque Harry en parla à Arthur Weasley.
Évolution
Dans Harry Potter et la Chambre des secrets, avant la première rentrée scolaire de Ginny en 1992, il glissa dans les affaires de celle-ci le journal intime de Tom Jedusor, qui était un objet de magie noire et dont il devait se débarrasser à cause des perquisitions effectuées par le Ministère de la Magie. Il fait pression sur les autres membres du conseil, les menaçant de lancer des malédictions sur leurs familles pour suspendre Dumbledore de ses fonctions lorsque des élèves furent retrouvés pétrifiés. Il réussit à le faire suspendre de son poste pendant quelque temps. Après que Harry a sauvé Ginny dans la Chambre, Lucius Malefoy est furieux et demande à Dumbledore de quel droit il est revenu à Poudlard, ce à quoi le directeur répond qu'il a reçu des lettres de tous les membres du conseil d'administration, qui lui disaient que Lucius leur avait forcé la main mais qu'ils voulaient que Dumbledore revienne.
Dans Harry Potter et le Prisonnier d'Azkaban, il fait de son mieux pour faire renvoyer Hagrid de Poudlard après que Drago s'est blessé lors d'un de ses cours.
Dans Harry Potter et la Coupe de feu, après avoir répondu à l’appel de Voldemort aux Mangemorts le 24 juin 1995 et renouvelé immédiatement son ancienne allégeance, Lucius participa à l'agression contre Harry dans le cimetière de Little Hangleton. Il assista au duel entre Harry et Lord Voldemort, avant que Harry ne s'enfuie en emportant le corps de Cédric Diggory.
Dans Harry Potter et l'Ordre du Phénix, il semble être le meneur des Mangemorts lors de la Bataille du département des mystères. Il tente en vain de s'emparer de la fameuse prophétie. Mais les Aurors et les divers employés du Ministère surgissent et, le Ministre ne pouvant plus nier l'évidence, Lucius Malefoy est emprisonné à la prison d'Azkaban.
Dans Harry Potter et le prince de sang-mêlé, Lucius est libéré lors de l'été 1997. Mais il est en disgrâce car Voldemort le considère comme responsable du fiasco au ministère de la magie. Pour le punir, Voldemort donne à son fils Drago une mission impossible : tuer Dumbledore.
Dans Harry Potter et les Reliques de la Mort, puni par Voldemort, il va rester enfermé dans son manoir, qui sert à présent de quartier général aux Mangemorts, et privé de sa baguette magique. Il sera cependant présent lors de la bataille de Poudlard, mais n'y participera que très peu.

### Peter Pettigrow
Peter Pettigrow (prononcé « petit-gros ») (Pettigrew en anglais), parfois surnommé Queudver (Wormtail) est un sorcier né en 1960, responsable de la mort de Lily et James Potter. C'est un ancien camarade d'école de James Potter, Sirius Black et Remus Lupin, avec lesquels il formait un groupe d'amis très proche qui se nommaient entre eux les « Maraudeurs ».
Peter Pettigrow est interprété au cinéma par Timothy Spall.
Caractéristiques
Petit de taille et de carrure, il a les cheveux fins, décolorés et un début de calvitie. Ses yeux sont petits et humides. Sa tête ressemble à celle d'un rat et son teint est terreux. Il lui manque un doigt à la main droite, qu'il se coupa lui-même en 1981 pour simuler sa mort dont il fit porter le chapeau à Sirius Black.
C'est un garçon grassouillet qui, d'après Madame Rosmerta « se traînait toujours derrière ses amis ». Peter ne possédait pas les talents de ses amis et ils étaient ses modèles au sein de leur groupe. Il réussit avec l'aide de ceux-ci à devenir un Animagus et put se transformer à volonté en rat, d'où son surnom de Queudver.
Évolution
Quand monte la puissance de Voldemort, il se range, par crainte, à ses côtés, trahissant ses amis qui avaient rejoint l'Ordre du Phénix. Il fournit des informations à Voldemort pendant toute une année (aux environs de 1980) avant de devenir le Gardien du Secret des Potter, signifiant ainsi qu'il est le seul à pouvoir dévoiler le lieu de leur cachette. Il en informe alors Voldemort qui va donc tuer les Potter et tente de supprimer Harry.
Sachant que Sirius se rendrait compte de sa trahison, celui-ci étant le seul à savoir que Peter était le Gardien du Secret, il monte un plan contre lui. Alors que Black coince Pettigrow dans une rue passante, Peter provoque une explosion avec sa baguette, tuant 12 moldus, puis se coupe un doigt de la main droite, se transforme en rat et s'enfuit sous cette forme, simulant sa propre mort en faisant croire que le traître était Sirius Black. Celui-ci est alors accusé de la trahison des Potter, des meurtres de Pettigrow et des témoins moldus et enfermé à la prison d'Azkaban. Pettigrow se voit quant à lui décoré de l'Ordre de Merlin 1re classe « à titre posthume ». Voldemort introuvable et semblant mort, Pettigrow reste caché sous l'apparence d'un rat pendant 12 ans pour faire croire à sa mort, craignant la colère aussi bien des anciens partisans de Voldemort que de tous les autres sorciers. Il se fait adopter par les Weasley sous le nom de Croûtard, se tenant au courant des dernières nouvelles au cas où Voldemort reviendrait.
Dans Harry Potter et le Prisonnier d'Azkaban, en 1993, Sirius le voit sur une photo de la famille Weasley en voyage en Égypte (sur l'épaule de Ron) dans sa cellule de prison, il s'en échappe et part à sa recherche et tente de tuer Pettigrow. Harry Potter sauve Peter des mains de Sirius Black et Remus Lupin qui veulent l'assassiner pour ses méfaits et décide de l'envoyer à Azkaban en le forçant à quitter sa retraite de rat, mais celui-ci réussit à s'enfuir.
Dans Harry Potter et la Coupe de feu, Pettigrow se révèle être l'aide dont Voldemort avait besoin pour récupérer son corps. Peter, suivant les instructions de Voldemort, crée des potions permettant à son maître de voyager dans un corps temporaire. Pettigrow récolte le venin de Nagini, un énorme serpent, pour l'utiliser dans la potion. Il porte le faible et petit corps de Voldemort durant le long voyage jusqu'en Grande-Bretagne où ils s'installent pour un temps dans le manoir des Jedusor aux abords de Little Hangleton, puis dans la maison des Croupton. Quand Harry Potter est envoyé avec Cédric Diggory dans le cimetière en touchant la coupe, c'est Peter qui assassine Cédric et qui ligote Harry. Il place ensuite le chaudron sur le feu, entaille le bras de Harry et recueille son sang pour la potion. Ensuite, sous l'ordre de Voldemort, Peter coupe sa propre main droite pour l'ajouter à la potion. De cet horrible mélange, le Seigneur des Ténèbres renait dans un nouveau corps. Voldemort conjure un sort qui fait apparaître une nouvelle main en argent pour son serviteur.
Dans Harry Potter et le Prince de sang-mêlé, il apparait brièvement en tant qu'assistant de Rogue.
Dans Harry Potter et les Reliques de la Mort, alors qu'il est envoyé vérifier que Ron et Harry sont bien enfermés dans le cachot présent dans le manoir des Malefoy, il a pendant un instant un moment de pitié envers Harry qui lui rappelle qu'il lui a sauvé la vie. À cause de ce moment d'humanité, Peter Pettigrow est étranglé par sa propre main, celle en argent façonnée par Voldemort.

### Severus Rogue
Mangemort et espion pour Albus Dumbledore. Rogue joue un rôle d'agent double : il conserve la confiance de Dumbledore, en informant l'ordre du Phénix des intentions du mage noir, et fait croire à Voldemort qu'il agit de la même manière en sa faveur. Dumbledore et Voldemort savent que Rogue est dans les confidences du camp ennemi, et chaque dirigeant est convaincu de sa loyauté.

### Corban Yaxley
Mangemort, fonctionnaire au ministère de la Magie. Il fait sa première apparition dans Harry Potter et les Reliques de la Mort. Comme Lucius Malefoy, Avery, les Carrow et Greyback, il ne fut jamais capturé, ni envoyé à Azkaban. Yaxley faisait partie des Mangemorts assis autour de la table durant le conseil tenu par Voldemort avant de prendre le contrôle du Ministère. C'est lui qui soumet Thicknesse à l'Imperium et occupe par la suite un haut poste au sein du Ministère ; il devient directeur du département de la Justice magique et il tient les audiences de la Commission d’enregistrement des nés-Moldus avec Ombrage. Il parvient à attraper Hermione lorsqu’elle transplane, ce qui met fin au sortilège de Fidelitas protégeant le 12, square Grimmaurd. Durant les combats de la Bataille de Poudlard tenus dans le hall d’entrée, Yaxley se bat contre Flitwick. Puis il est envoyé avec Dolohov pour vérifier si Harry venait se rendre. Après l’accalmie due à la mort présumée de Harry, la bataille recommence et il se fait jeter à terre par George Weasley et Lee Jordan.
Son prénom est indiqué dans Nouvelles de Poudlard : Pouvoir, Politique et Esprits frappeurs enquiquinants. J. K. Rowling y ajoute qu'Yaxley serait venu chercher Horace Slughorn pour qu'il rejoigne les rangs de Voldemort quelques jours après le retour secret du mage noir, contraignant le vieil homme à prendre la fuite pendant plus d'un an avant de reprendre son poste de professeur de potions à Poudlard.
Dans les adaptations cinématographiques des romans, son rôle est interprété par Peter Mullan.

## Autres mangemorts connus
| Nom                    | Parcours et crimes connus |
| ---------------------- | --- |
| Avery Sr.              | Un des premiers mangemorts, il était à Poudlard avec Tom Jedusor. |
| Avery Jr.              | Il était un camarade de classe de Severus Rogue et faisait partie d'un « groupe de Serpentard », selon Lily Potter et Sirius Black. Il affirmera plus tard à Voldemort que Moroz pourrait retirer la prophétie, il se fera punir par son maître lorsqu'il apprendra que c'est faux. Il participe à la bataille du département des mystères où il fait équipe avec Walden Macnair pour rechercher Harry Potter. Il est fait prisonnier et sera libéré pendant l'été 1997 avec d'autres comme Lucius Malefoy. Il a été le premier mangemort à craquer et à ramper aux pieds de Voldemort pendant la réunion près du manoir des Jedusor. Le Seigneur des Ténèbres l'a puni avec le sortilège Doloris après que ce dernier a de nouveau un corps en fonction, déclarant qu'il pardonnerait à ses mangemorts leur manque de confiance en leur maître quand ceux-ci l'auraient servi pendant 13 ans, pour « rembourser » les 13 ans où ils l'avaient abandonné. Quand plus tard Voldemort a appris par Rookwood que les informations que lui avait données Avery sur le département des mystères étaient fausses - seuls Harry Potter et lui-même pouvaient toucher sans risque la sphère de la prophétie - il l'a à nouveau puni. Avery a tout de même survécu et a participé à la bataille du département des mystères. Il est probablement parent (son fils ?) avec le Avery ayant été à Poudlard avec Tom Jedusor (voir ci-dessus), dans Harry Potter et les Reliques de la Mort. |
| Regulus Arcturus Black | Ancien mangemort, frère cadet de Sirius Black. Il est né d'Orion Black et de Walburga Black. Il est élève à Serpentard et attrapeur de l'équipe de quidditch de Serpentard. Selon Kreattur, Regulus était quelqu'un de bien et il traitait bien les elfes de maison. Quand le Seigneur des Ténèbres monte au pouvoir et recrute des jeunes sang purs, il se fait enrôler par sa cousine Bellatrix Lestrange et fait semblant de croire en ses idées. C'est ainsi qu'à l'âge de 16 ans, il rejoint Voldemort pour le servir. Un an après être devenu mangemort, Regulus rentre chez lui pour dire à Kreattur, son elfe de maison, que le Seigneur des Ténèbres a besoin de lui pour tester les protections magiques qu'il a installé pour protéger l'un de ses Horcruxes, le médaillon de Salazar Serpentard. Kreattur serait mort si Regulus, s'inquiétant pour son elfe de maison, ne lui avait pas demandé de revenir. Regulus lui a alors dit de rester à la maison des Black et de se cacher. Quelque temps après, Regulus est revenu voir Kreattur et lui a demandé de l'emmener à l'endroit où il s'était rendu avec Voldemort pour remplacer l'Horcruxe par un faux médaillon. Après avoir demandé à Kreattur de rentrer avec le vrai médaillon et de le détruire, Regulus Black meurt emporté par les Inferi du lac au milieu duquel il se trouvait. Des années plus tard, Harry et Dumbledore trouvent le faux médaillon dans la caverne avec, à l'intérieur, un mot de Regulus pour le Seigneur des Ténèbres expliquant qu'il a volé le véritable Horcruxe avec l'intention de le détruire. Le mot est signé par ses initiales : « R.A.B. ». |
| Crabbe Sr.             | Le père de Vincent Crabbe. Présent lors de la renaissance de Voldemort. Il participa également au raid au département des Mystères, où il faisait équipe avec Rabastan Lestrange, ce qui conduisit à son arrestation et son emprisonnement à Azkaban, prison d'où il s'évadera. |
| Gibbon                 | Il attaqua des personnes à Poudlard, lors de la première attaque en 1997. C'est lui qui fit apparaître la marque des Ténèbres au-dessus cette nuit où Dumbledore fut assassiné. Il fut tué dans Harry Potter et le Prince de sang-mêlé par le sortilège de mort de Thorfinn Rowle dirigé contre Remus Lupin. |
| Jugson                 | Il participa à la bataille du département des mystères où il fit équipe avec Dolohov pour chercher Harry. Il est pétrifié par Hermione et subséquemment emprisonné. Dans les adaptations cinématographiques des romans, son rôle est interprété par Richard Cubison. |
| Rabastan Lestrange     | Frère de Rodolphus Lestrange. Il a été arrêté avec son frère et sa belle-sœur Bellatrix Lestrange, pour avoir jeté le sortilège Doloris sur Frank et Alice Londubat. Ils s'évadent en janvier 1996 mais Rabastan et Rodolphus se font emprisonner après avoir participé à la bataille du département des mystères. Ils s'évadent à nouveau en juillet 1997. Dans les adaptations cinématographiques des romans, son rôle est interprété par Richard Trinder. |
| Rodolphus Lestrange    | Mari de Bellatrix Lestrange. Il a été arrêté avec son frère et sa femme Bellatrix Lestrange, pour avoir jeté le sortilège Doloris sur les Aurors Frank et Alice Londubat. Ils s'évadent en janvier 1996 mais Rabastan et Rodolphus se font emprisonner après avoir participé à la bataille du département des mystères. Ils s'évadent en juillet 1997 puis Rodolphus participe à la course-poursuite en balais au début de Harry Potter et les Reliques de la Mort où il se fait blesser par Ronald Weasley. |
| Walden Macnair         | Il est employé jusqu'en 1996 à la « commission d'examen des créatures dangereuses » du ministère de la Magie. Il est envoyé à Poudlard dans Harry Potter et le Prisonnier d'Azkaban pour être le bourreau de l'hippogriffe Buck, condamné à mort après avoir blessé Drago Malefoy. Il répond immédiatement à l'appel de Voldemort dans le cimetière, lorsque celui-ci a retrouvé son corps. Il est chargé par lui d'aller établir le contact avec les géants. Ses tentatives semblent être fructueuses, Hagrid en étant le témoin. Il est également impliqué dans la bataille du département des mystères où il fait équipe avec Avery, puis il est blessé à l'œil par Neville qui a enfoncé une baguette à travers l'une des fentes de sa cagoule. Il est alors envoyé à Azkaban. Lors des évènements de Harry Potter et les Reliques de la Mort et la remontée en puissance de Voldemort, il s'évade d'Azkaban et participe à la bataille de Poudlard du dernier où il se fait éjecter contre un mur par Hagrid qui n'a pas oublié celui qui a un jour voulu tuer son hippogriffe. Dans les adaptations cinématographiques des romans, son rôle est interprété par Peter Best. |
| Mulciber Sr.           | Un des premiers mangemorts. Dénoncé par Igor Karkaroff. Il était un spécialiste de l'Imperium et fut emprisonné pour avoir assassiné les McKinnon. Il s'évade d'Azkaban lors de l'évasion massive de janvier 1996 et participe à la bataille du département des mystères où il fait équipe avec Lucius Malefoy pour trouver Harry, mais il est de nouveau emprisonné. Il s'échappe en juillet 1997. |
| Mulciber Jr.           | Ancien élève à Poudlard. |
| Theodore Nott Sr.      | Un des premiers mangemorts. S'est échappé d'Azkaban après la chute de Voldemort, mais a assisté à la renaissance de Voldemort en juin 1995. Son fils Théodore a intégré Serpentard en 1991. Il participe à la bataille du département des mystères où il se fait «stupéfixer» par Hermione. Lucius Malefoy ordonna de l'abandonner. Il se retrouve en prison à Azkaban à la fin de Harry Potter et l'Ordre du Phénix. Il est libéré en juillet 1997 et il participe à la bataille de Poudlard. Son fils, Theodore Nott Jr., est scolarisé à Poudlard en même temps que Harry Potter. |
| Augustus Rookwood      | Ex « langue de plomb », il travaillait au département des mystères et fut dénoncé par Igor Karkaroff. Il donnait à Voldemort des informations secrètes provenant du département des mystères. Il s'enfuit d'Azkaban lors de l'évasion massive de janvier 1996. C'est lui qui révèle à Voldemort que Moroz n'a pas pu retirer la prophétie et comment faire pour la retirer. Il participe à la bataille du département des mystères où il affronte Kingsley. Il se fait emprisonner et s'évade en juillet 1997. Il continue à servir son maître durant la montée en puissance de celui-ci et participe à la Bataille de Poudlard où il tue Fred Weasley avant de se faire "stupéfixer" par Abelforth Dumbledore. |
| Rosier Sr.             | Un des premiers mangemorts. |
| Evan Rosier            | Jeune, Evan Rosier appartenait à la maison Serpentard et fréquentait Rogue, Avery, Wilkes et les Lestrange. Adulte, il s'est fait tuer lors de son arrestation, un an avant la chute de Voldemort. L'Auror Maugrey tente de l'arrêter, mais Rosier résiste et fut finalement tué par Alastor Maugrey. Ce dernier, lors du combat, se fait mutiler une partie du visage (perte, entre autres, d'un œil et d'un bout de nez), cette blessure étant à l'origine de l'œil magique qu'il porte depuis. |
| Thorfinn Rowle         | Grand blond qui s’infiltre dans Poudlard la nuit où Albus Dumbledore est tué. Il essaye de tuer Remus Lupin mais il le rate et tue un de ses comparses mangemorts, Gibbon. Il est aussi responsable de l'incendie de la cabane de Hagrid. Accompagné d'un autre mangemort, Antonin Dolohov, ils retrouvent le trio dans un café londonien mais ils se font "stupéfixer" par Harry et leurs mémoires sont effacées. Ils seront sévèrement punis par Voldemort pour avoir laissé s'échapper Harry. Il participa à la bataille de Poudlard. Dans les adaptations cinématographiques des romans, son rôle est interprété par Rod Hunt. |
| Selwyn                 | Il tente d’enlever Harry quand celui-ci quitte Privet Drive. Lorsque la baguette de Lucius Malefoy explose, Voldemort lui demande sa baguette. En temps normal, Selwyn travaille pour le Ministère ; quand Xenophilius Lovegood prévient le ministère que Harry est chez lui, Selwyn est l’un des deux officiels avec Travers à venir pour vérifier ses dires. Quand Ombrage parade au Ministère en arborant le médaillon de Serpentard, elle prétend que le S gravé est l’initiale de Selwyn, une famille avec laquelle elle clame être parente éloignée. |
| Travers                | C'est un homme grand et mince avec une couronne de cheveux gris en broussaille et un nez de travers. D'après ce que Karkaroff a déclaré lors de son procès, c'est l'un des mangemorts qui tuèrent Marlene McKinnon et sa famille. Il fut envoyé à Azkaban d'où il s'échappe en juillet 1997. Il fait ensuite partie des mangemorts qui ont empêché Harry de s'échapper de Privet Drive. Quand Xenophilius Lovegood appelle le ministère lorsqu'il a repéré Harry Potter, il est envoyé avec un autre mangemort du nom de Selwyn. Il participe à la bataille de Poudlard où il combat Parvati Patil. Dans les adaptations cinématographiques des romans, son rôle est interprété par Tav MacDougall. |
| Wilkes                 | Tué par les Aurors un an avant la chute de Voldemort, en même temps qu'Evan Rosier. |

## Alliés des mangemorts

### Narcissa Malefoy
Narcissa Malefoy est l'épouse de Lucius Malefoy et la mère de Drago. Elle est la fille de Cygnus Black et de Druella Rosier. Elle est issue de la noble et très ancienne Famille Black, Sirius Black étant son cousin. Elle est sœur benjamine de Bellatrix et d'Andromeda Tonks. Elle est surnommée Cissy par sa sœur Bellatrix qu'elle appelle Bella. Elle est celle qui envoie à chaque début d'année scolaire, un grand hibou à son fils unique, avec des gâteries sucrées… Lucius voulait que Drago aille à Durmstrang plutôt qu'à Poudlard, mais Narcissa s'y est opposée. Narcissa n'est pas une mangemort, mais elle défend la cause de Voldemort (jusqu'à ce que celui-ci mette son fils en danger).
« Narcissa » est la forme féminine de Narcisse. Dans la mythologie grecque, Narcisse est tombé amoureux de son reflet et s'est noyé dans un cours d'eau alors qu'il s'y admirait.
Au cinéma, elle est interprétée par l'actrice Helen McCrory.
Évolution
Dans Harry Potter et la Coupe de feu, elle est décrite comme une femme grande et mince aux cheveux blonds. Son rôle se borne surtout à être la mère aimante et parfois étouffante de Drago. Contrairement à son mari Lucius Malefoy, elle n'est pas une Mangemort confirmée ; elle est partisane de ses idéaux, mais ne prend pas part aux machinations de Voldemort, son seul but est de protéger son fils de tout danger. Selon Harry, Narcissa porte l'expression de quelqu'un qui a constamment quelque chose de nauséabond sous le nez.
Dans Harry Potter et le Prince de sang-mêlé, elle est très attristée par l'arrestation de son époux et est très inquiète pour son fils Drago, à qui Voldemort a confié la mission de tuer Dumbledore sous peine de sa propre vie. Narcissa implore l'aide de Severus Rogue et obtient qu'il prête le serment inviolable d'aider son fils à accomplir sa tâche. Elle dévoile l'affection débordante qu'elle voue à Drago.
Dans Harry Potter et les Reliques de la Mort, Narcissa ne semble plus guère songer qu'à sauver la vie de son fils, alors que Poudlard est assiégée par les troupes de Voldemort. Chargée de vérifier si Harry est bien mort, elle se penche sur son corps, découvre qu'il est vivant, mais se garde de dire la vérité à son maître. En murmurant, elle demande juste à Harry si son fils Drago est bien vivant à Poudlard. Sur sa réponse positive, elle crie à Voldemort que Harry est bien mort, simplement afin de pouvoir retourner à Poudlard avec ses partisans en apparence vainqueurs et d'y retrouver son fils. Ce faisant, elle aide objectivement Harry et contribue en partie à la défaite finale des Mangemorts et du Seigneur des Ténèbres.

### Autres alliés
- Vincent Crabbe
- Gregory Goyle
- Dolores Ombrage
- Pansy Parkinson
- Quirinus Quirrell
- Scabior
- Stan Rocade (sous Imperium)
- Pius Thicknesse (sous Imperium)

### Sources
- (en) Cet article est partiellement ou en totalité issu de l’article de Wikipédia en anglais intitulé « Death Eater » (voir la liste des auteurs).

- Cet article est partiellement ou en totalité issu de l'article intitulé « Personnages principaux de Harry Potter » (voir la liste des auteurs).

- Cet article est partiellement ou en totalité issu de l'article intitulé « Liste des personnages du monde des sorciers de J. K. Rowling » (voir la liste des auteurs).

- Cet article est partiellement ou en totalité issu de l'article intitulé « Univers de Harry Potter » (voir la liste des auteurs).